# Annalena Baerbock
Annalena Charlotte Alma Baerbock (ur. 15 grudnia 1980 w Hanowerze) – niemiecka polityk, w latach 2013–2025 deputowana do Bundestagu, w latach 2018–2022 współprzewodnicząca Zielonych, w latach 2021–2025 minister spraw zagranicznych.

## Życiorys
Jej dziadkowie od strony matki mieszkali na Górnym Śląsku, w ramach repatriacji w 1958 wyjechali z Polski do Dolnej Saksonii. Matka pracowała w pomocy społecznej, ojciec został inżynierem mechanikiem, zajmował menedżerskie stanowisko w koncernie WABCO.
Annalena Baerbock w latach 2000–2004 studiowała nauki polityczne i prawo publiczne na Uniwersytecie Hamburskim. W 2005 uzyskała magisterium z międzynarodowego prawa publicznego w London School of Economics. Podjęła nieukończone studia doktoranckie na Wolnym Uniwersytecie Berlińskim. W 2005 zaangażowała się w działalność polityczną w ramach Zielonych. Kierowała biurem europosłanki Elisabeth Schroedter (2005–2008), następnie do 2009 była zatrudniona we frakcji parlamentarnej partii jako rzeczniczka do spraw zagranicznych i bezpieczeństwa. Od 2009 do 2013 współprzewodniczyła partyjnym strukturom w Brandenburgii.
W wyborach w 2013 po raz pierwszy uzyskała mandat deputowanej do Bundestagu. W 2017 z powodzeniem ubiegała się o poselską reelekcję.
W styczniu 2018 została (obok Roberta Habecka) wybrana na jednego z dwojga współprzewodniczących Zielonych. W kwietniu 2021 nominowana na kandydatkę swojej partii na kanclerza w wyborach parlamentarnych w tym samym roku. W wyniku głosowania z września 2021 ponownie została wybrana do Bundestagu.
Po tych wyborach kierowani przez nią Zieloni zawiązali koalicję rządową z Socjaldemokratyczną Partią Niemiec i Wolną Partią Demokratyczną. W grudniu 2021 w nowo utworzonym rządzie Olafa Scholza Annalena Baerbock objęła stanowisko ministra spraw zagranicznych. W następnym miesiącu zakończyła pełnienie funkcji partyjnej. W 2025 z powodzeniem ubiegała się o poselską reelekcję. W maju tegoż roku zakończyła pełnienie funkcji ministra. W czerwcu 2025 została wybrana na przewodniczącą Zgromadzenia Ogólnego ONZ (na okres jednorocznej kadencji od września 2025); w tym samym miesiącu złożyła mandat deputowanej do Bundestagu.

## Odznaczenia
- Krzyż Wielki Orderu Izabeli Katolickiej (Hiszpania, 2022)[15]
- Order Księcia Jarosława Mądrego III klasy (2024)[16][17]
- Krzyż Wielki Komandorski Orderu „Za Zasługi dla Litwy” (Litwa, 2024)[18]